# Шахов, Василий Васильевич
Васи́лий Васи́льевич Шахов (21 января 1939, Каликино, Добровский район — 25 февраля 2021) — российский филолог, историк и культуролог, военный журналист, редактор «Липецкой энциклопедии». Доктор филологических наук, профессор. Член Союза журналистов и Союза писателей России.

## Биография
Родился 21 января 1939 года в селе Каликино Добровского района, Рязанской области (ныне Липецкой области).
- Отец — Василий Иванович Шахов.
- Мать — Мария Сергеевна Шахова.

В 1956 — 1962 годах учился в Липецком государственном педагогическом институте и Тульском государственном педагогическом институте имени Л. Н. Толстого. Окончил аспирантуру Ленинградского государственного педагогического института имени А. И. Герцена, докторантуру Московского государственного педагогического института имени В. И. Ленина.
Доктор филологических наук, профессор.
В 1962 — 1964 годах служил в Вооруженных Силах СССР.
Трудовой путь начал школьным учителем в Липецке.
В 1964 — 1965 годах — преподавал в Тамбовском кооперативном техникуме.
С 1965 по 1977 год — аспирант, старший преподаватель, доцент кафедры литературы Пензенского педагогического института имени В. Г. Белинского.
В 1967 — 1968 годах — аспирант кафедры русской литературы Ленинградского пединститута имени А. И. Герцена, где защитил кандидатскую диссертацию.
В 1975 — 1977 годах — старший научный сотрудник кафедры русской литературы Московского областного педагогического института, где защитил докторскую диссертацию.
С 1977 по 1988 год — зав.кафедрой литературы Рязанского педагогического института им. С. А. Есенина.
С 1986 по 1988 год ректор Липецкого государственного педагогического института.
Затем заведующий кафедрой гуманитарных дисциплин Липецкого государственного института усовершенствования учителей, профессор Липецкого технического университета, руководитель научного центра «Липецкая энциклопедия». Возглавлял липецкую региональную организацию общества «Знание».
С августа 2007 года жил в Троицке, где занимался краеведением Подмосковья — опубликовал ряд брошюр в серии «Москвоведение: достопамятности Большой Москвы».
Умер 25 февраля 2021 года.

## Работы
- Родная культура. Система занятий по краеведению.
- Соавтор «Липецкая школа».
- Соавтор «Липецкой энциклопедии».
- Соавтор «Липецкого энциклопедического словаря».
- Хрестоматия «Родная культура».
- Пособие «Светская этика и православная культурология».

## Награды
- Почётный знак «За заслуги перед Добровским районом».
- Лауреат Есенинской премии.
- Дважды лауреат Бунинской премии.
- Лауреат премии имени Н. М. Карамзина — за отчизноведение.
- «Золотое перо».